# 第9族元素
| 族   | ← 9 →  |
| 周期 |        |
| 4    | 27 Co  |
| 5    | 45 Rh  |
| 6    | 77 Ir  |
| 7    | 109 Mt |

第9族元素（だいきゅうぞくげんそ、Group 9 element）はIUPAC形式での周期表において第9族に属する元素。コバルト・ロジウム・イリジウム・マイトネリウムから構成される。
長周期表の第8族〜第10族元素は最外殻の4s電子を2つ持ち、短周期表で VIII族、あるいは VIIIB族 としてまとめられたように同一周期元素の化学的性質が似通っている。それ故、第4周期の26Fe、27Co、28Niを鉄族元素と呼び、第5周期あるいは第6周期の44Ru、45Rh、46Pd、76Os、77Ir、78Ptを白金族元素と呼ぶ。したがって族の代表元素を属名の別名とする他の族との場合との違いを留意する必要がある。
閉殻していないd軌道を持ち、遷移元素として取り扱われる。

## 性質
第9族元素では価電子および内殻電子の電子構造は周期により異なる。
|                                    | コバルト 27Co                            | ロジウム 45Rh                            | イリジウム 77Ir                                     |
| ---------------------------------- | ---------------------------------------- | ---------------------------------------- | --------------------------------------------------- |
| 電子配置                           | {\displaystyle {\ce {[Ar]{}3d^7{}4s^2}}} | {\displaystyle {\ce {[Kr]{}4d^8{}5s^1}}} | {\displaystyle {\ce {[Xe]{}4f^{14}{}5d{}^7{}6s^2}}} |
| 第1イオン化エネルギー （kJ mol-1） | 758.8                                    | 720                                      | 870                                                 |
| 第2イオン化エネルギー （kJ mol-1） | 1646                                     | 1744                                     |                                                     |
| 第3イオン化エネルギー （kJ mol-1） | 3230                                     | 2997                                     |                                                     |
| 第4イオン化エネルギー （kJ mol-1） | 4950                                     |                                          |                                                     |
| 電子親和力 （電子ボルト）          | 0.661                                    | 1.137                                    | 1.565                                               |
| 電気陰性度 （Allred-Rochow）       | 1.70                                     | 1.45                                     | 1.55                                                |
| 金属結合半径 （pm）                | 125                                      | 135                                      | 136                                                 |
| 融点 （K）                         | 1768                                     | 2237                                     | 2739                                                |
| 沸点 （K）                         | 3200                                     | 3968                                     | 4701                                                |

コバルトはニッケルと共にヒ素化合物あるいは硫黄化合物として産出することが多い。岩石圏に広く分布する（10-3%）ものの、他の金属と共存することが多く、コバルト単独からなるの鉱石は少ない。一方、ロジウムあるいはイリジウムは他の白金族元素と共に産出し、白金族元素は合わせて岩石圏の2×10-6%を占める。
単体コバルトは他の鉄族元素同様、高温で発火し酸化物を形成し、同じく高温で炭素、リン、硫黄と反応する。また鉄族元素の単体に共通して強磁性体である。一方、貴金属に属するロジウムあるいはイリジウムの単体はコバルトに比べて非常に空気酸化されにくい。
コバルトの酸化状態は-1, 0, +1, +2, +3, +4が知られているが、+2価は多くの単塩化合物がしられており、+3価は少数の単塩化合物が知られている。そして+2,+3価の場合も含めて種々の酸化数の錯体化合物が知られている。一方、ロジウムあるいはイリジウムの酸化状態は-1, 0, +1, +2, +3, +4, +6が知られているが、それに加えてイリジウムは+5価の化合物も知られている。そして、ロジウムは+1、+3価を取る化合物が多く、イリジウムは+1、+3、+4価を取る化合物が多い。
ロジウムあるいはイリジウムは他の白金族元素と異なり、オキソアニオンや高原子価酸化物を形成しない。

## 引用文献
1. 日本化学会編,『化学便覧』基礎編, 改訂5版, 丸善
2. R.B.ヘスロップ, K. ジョーンズ, 『無機化学』, 東京化学同人
3. F.A.コットン, G.ウイルキンソン, 『無機化学』, 培風館 ISBN 4-563-04066-5